# Пелла (ном)
Пелла або Постол (грец. Πέλλα, болг. Пела, мак. Постол) — ном в Греції, в периферії Центральна Македонія. Столиця — місто Едеса.

## Муніципалітети

Муніципалітети ному Пелла

| Муніципалітет     | YPES код | Місцева влада (якщо відрізняється) | Поштовий код | Тел. код | № на мапі |
| ----------------- | -------- | ---------------------------------- | ------------ | -------- | --------- |
| Арідея            | 4101     |                                    | 584 00       | 23840-2  | 2         |
| Едеса             | 4104     |                                    | 582 00       | 23810-2  | 1         |
| Ексаплатанос      | 4105     |                                    | 580 04       | 23840-4  | 5         |
| Янниця            | 4103     |                                    | 581 00       | 23820-2  | 4         |
| Кріа-Врісі        | 4106     |                                    | 583 00       | 23820-6  | 6         |
| Кіррос            | 4107     | Мілопотос                          | 581 00       | 23820-51 | 7         |
| Мегас Александрос | 4108     | Галатадес                          | 583 00       | 23820-43 | 8         |
| Меніїда           | 4109     | Калі                               | 585 00       | 23810-41 | 9         |
| Пелла             | 4110     |                                    | 580 05       | 23820-3  | 10        |
| Скідра            | 4111     |                                    | 585 00       | 23810-8  | 11        |
| Вегорітіда        | 4102     | Арнісса                            | 580 02       | 23810-31 | 3         |

| Греція | Це незавершена стаття з географії Греції. Ви можете допомогти проєкту, виправивши або дописавши її. |